# Майор, Георг

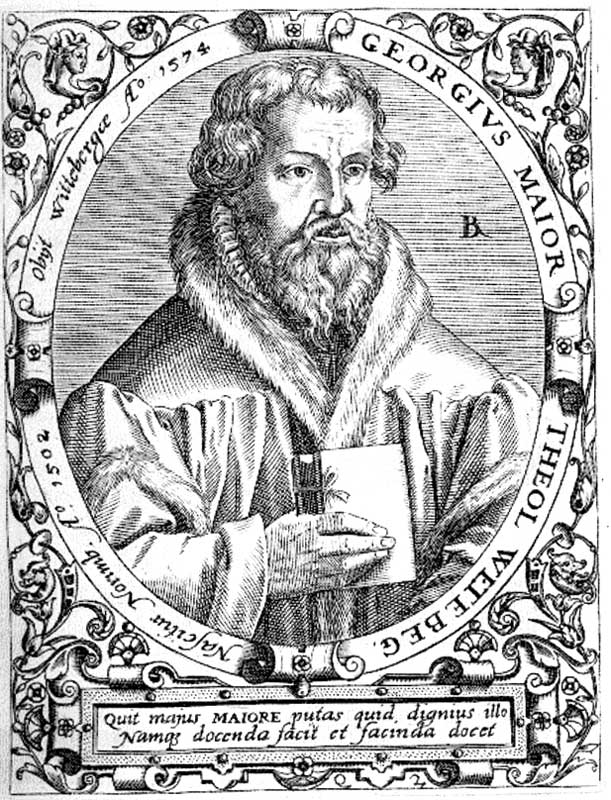
Георг Майор

Георг Майор (нем. Georg Major; 25 апреля 1502, Нюрнберг — 28 ноября 1574, Виттенберг) — немецкий деятель Реформации, лютеранский теолог, суперинтендент в Айслебене (с 1552 года), профессор Виттенбергского университета (с 1553 года).
Родился в Нюрнберге. В 1537 году ординирован в пасторы Мартином Лютером. После смерти Лютера поддерживал Меланхтона, примыкая к партии филлипистов. В 1552 году был назначен суперинтедентом в Айслебене, однако не прослужил на новой должности и года, поскольку был снят стараниями консервативных лютеран, обвинивших его в прокатолической позиции. В 1558 году стал деканом факультета теологии Виттенбергского университета.
В вопросе спасения разделял и углублял идеи синергизма (даже в большей степени, чем Меланхтон) и утверждал, что «добрые дела необходимы для спасения» (лат. necessaria ad salutem). Вокруг этого тезиса развернулась «майористская дискуссия» 1561 года. Основным оппонентом Майора был Амсдорф. Идеи обоих участников спора были отвергнуты в 4 артикуле Формулы Согласия.